# Story Op.2
Story Op.2 promovido como The Collection: Story Op.2 (hangul: 소품집 : 이야기 Op.2; rr: Sopunjib: Iyagi Op.2) é o segundo e último álbum de compilação do cantor e compositor sul-coreano Jonghyun, lançado em 24 de abril de 2017 produzido pela gravadora S.M. Entertainment e distribuído pela KT Music.

## Antecedentes e lançamento
Story Op.2 contem cinco canções previamente liberadas. Quatro delas ("1000", "Just Chill", "Love Is So Nice" e "Our Season") foram inicialmente reveladas entre julho e outubro de 2016 durante o "Man Who Composes" nas transmissões do programa de rádio Blue Night de Jonghyun. Outra faixa lançada anteriormente ("Elevator") foi revelada no segundo episódio do Monthly Live Connection da Mnet em 2015 e mais tarde lançada on-line. Além disso, cinco faixas inteiramente novas foram incluídas no álbum, sendo todas auto-escritas e auto-compostas.
Em 18 de abril de 2017, foi anunciado que Jonghyun lançaria seu segundo álbum compilatório em 24 de abril com um total de 10 faixas, sendo o seu primeiro lançamento oficial como artista solo em quase um ano, depois de seu primeiro álbum completo, She is, lançado em maio de 2016. Dias depois um teaser do vídeo musical da faixa-título "Lonely", com a participação de Taeyeon, foi divulgado. Mais tarde a lista de faixas foi revelada. O álbum foi oficialmente lançado em 24 de abril de 2017. O vídeo musical de "Lonely" foi filmado em Los Angeles, Califórnia e lançado juntamente com  álbum.

## Promoção
Como promoção para o álbum Jonghyun fará uma série de concertos intitulado The Letter - Jonghyun, como parte da série de concertos solo da S.M. Entertainment The Agit, realizado no SMTOWN Coex Artium. Os shows estão agendados de 26 a 28 de maio, de 1 a 4 de junho e de 8 a 10 de junho de 2017, com os ingressos entrando em venda em 27 de abril às 20h (KST). 

## Lista de faixas
Todas as letras escritas por Kim Jong-hyun; Todas as músicas composta por Kim Jong-hyun e Wefreaky com a produção adicional alistada abaixo.
| N.º | Título                             | Letras        | Música                                | Arranjo                               | Duração |  |
| 1.  | "Lonely" (feat. Taeyeon)           | Kim Jong-hyun | Kim Jong-hyun Wefreaky MonoTree IMLAY | Kim Jong-hyun Wefreaky MonoTree IMLAY | 04:04   |  |
| 2.  | "1000"                             | Kim Jong-hyun | Kim Jong-hyun Wefreaky                | Kim Jong-hyun Wefreaky                | 04:01   |  |
| 3.  | "멍하니 있어 (Just Chill)"         | Kim Jong-hyun | Kim Jong-hyun Wefreaky IMLAY          | Kim Jong-hyun Wefreaky IMLAY          | 03:25   |  |
| 4.  | "Love Is So Nice"                  | Kim Jong-hyun | Kim Jong-hyun Wefreaky IMLAY          | Kim Jong-hyun Wefreaky IMLAY          | 03:27   |  |
| 5.  | "눈싸움 (Blinking Game)"           | Kim Jong-hyun | Kim Jong-hyun Wefreaky E-Nail         | Kim Jong-hyun Wefreaky E-Nail         | 03:36   |  |
| 6.  | "엘리베이터 (Elevator)"            | Kim Jong-hyun | Kim Jong-hyun Wefreaky                | Wefreaky philtre (Jang Jae-won)       | 03:44   |  |
| 7.  | "놓아줘 (Let Me Out)"              | Kim Jong-hyun | Kim Jong-hyun Wefreaky SCORE          | Kim Jong-hyun Wefreaky SCORE          | 04:24   |  |
| 8.  | "벽난로 (Fireplace)"               | Kim Jong-hyun | Kim Jong-hyun Wefreaky SCORE          | Kim Jong-hyun Wefreaky SCORE          | 04:22   |  |
| 9.  | "따뜻한 겨울 (Our Season)"         | Kim Jong-hyun | Kim Jong-hyun Wefreaky Shin Hyun-jin  | SCORE                                 | 04:03   |  |
| 10. | "바퀴 (Where are you)" (CD apenas) | Kim Jong-hyun | Kim Jong-hyun Wefreaky                | Kim Jong-hyun Wefreaky                |         |  |

## Histórico de lançamento
| País          | Data                | Formato             | Gravadora                   |
| ------------- | ------------------- | ------------------- | --------------------------- |
| Mundialmente  | 24 de abril de 2017 | Digital download    | S.M. Entertainment          |
| Coreia do Sul | 24 de abril de 2017 | CD Digital download | S.M. Entertainment KT Music |